# António de Barros Poiares
António de Barros Poiares (Poiares (Peso da Régua), 14 de Março de 1844 – São Paulo, 1919), 1.º Visconde de Poiares, foi um empresário comercial português.

## Família
Filho de Manuel de Barros Poiares e de sua mulher Josefa de Araújo.

## Biografia
Foi grande Capitalista e Negociante em São Paulo, onde gozou do maior prestígio.
O título de 1.º Visconde de Poiares foi-lhe concedido por Decreto de D. Carlos I de Portugal ou de D. Manuel II de Portugal em data que se ignora, cerca de 1908, e que não foi registado na Torre do Tombo. Consta do Titled Nobility, de 1914, e do Anuário Genealógico Brasileiro, Vol. V, p. 131.

## Casamento e descendência
Casou com Cândida Gomes (São Paulo, 12 de Março de 1851 - São Paulo, 4 de Fevereiro de 1910), da qual teve: 
- João de Barros Poiares
- Guilhermina de Barros Poiares (13 de Dezembro de 1866 - ?), casada com José de Sampaio Moreira
- José de Barros Poiares (São Paulo, 30 de Setembro de 1871 - São Paulo, 22 de Abril de 1933), casado com Aurora de Figueiredo
- Josefina de Barros Poiares (São Paulo, 3 de Fevereiro de 1873 - São Paulo, 11 de Dezembro de 1928), casada em 1914 com José de Barros Poyas
- Benedito de Barros Poiares
- Amadeu de Barros Poiares, casado com Maria dos Prazeres
- Silvino de Barros Poiares (6 de Fevereiro de 1880 - 9 de Março de 1918)
- Laura Cândida de Barros Poiares (São Paulo, 7 de Maio de 1881 - ?), casada em São Paulo a 29 de Junho de 1899 com Luís Filipe Jardim (1866 - 1927)
- Adelina de Barros Poiares (7 de Abril de 1889 - ?), casada a 23 de Abril de 1907 com Manuel Ferreira Loureiro
- Alfredo de Barros Poiares